# Магжан Ільясов
Магжан Жанботаули Ільясов (26 серпня 1974, Алмати) — казахстанський дипломат. Постійний представник Казахстану при Організації Об'єднаних Націй (з 2020).

## Біографія
Народився 26 серпня 1974 року в Алмати. Закінчив на відзнаку факультет міжнародних відносин Казахського державного університету світових мов, магістратуру Школи державного управління ім. Дж. Кеннеді Гарвардського університету США. Володіє англійською та німецькою мовами.
У 1996—1998 рр. — референт, аташе Головного управління міжнародних організацій та міжнародних економічних відносин МЗС РК.
У 1998—1999 рр. — третій, другий секретар Управління ООН та міжнародних економічних організацій.
У 1999—2003 рр. — працював консультантом протокольної служби Адміністрації Президента Республіки Казахстан.
У 2003—2005 рр. — був головним експертом Канцелярії, Групи організаційного та документаційного забезпечення Канцелярії Президента РК.
У 2005—2012 рр. — працював у Центрі зовнішньої політики Адміністрації Президента РК, де з посади головного експерта дослужився до завідувача Центру.
У 2013—2016 рр. — був радником Президента РК — завідувачем Центром зовнішньої політики Адміністрації Президента РК.
У 2016—2020 рр. — був Послом Казахстану в Нідерландах та Постійним представником Казахстану при Організації із заборони хімічної зброї за сумісництвом..
З 2020 року — Постійний представник Казахстану при ООН.

## Дипломатичний ранг
- Надзвичайний і Повноважний посланець І класу.